# Татамі

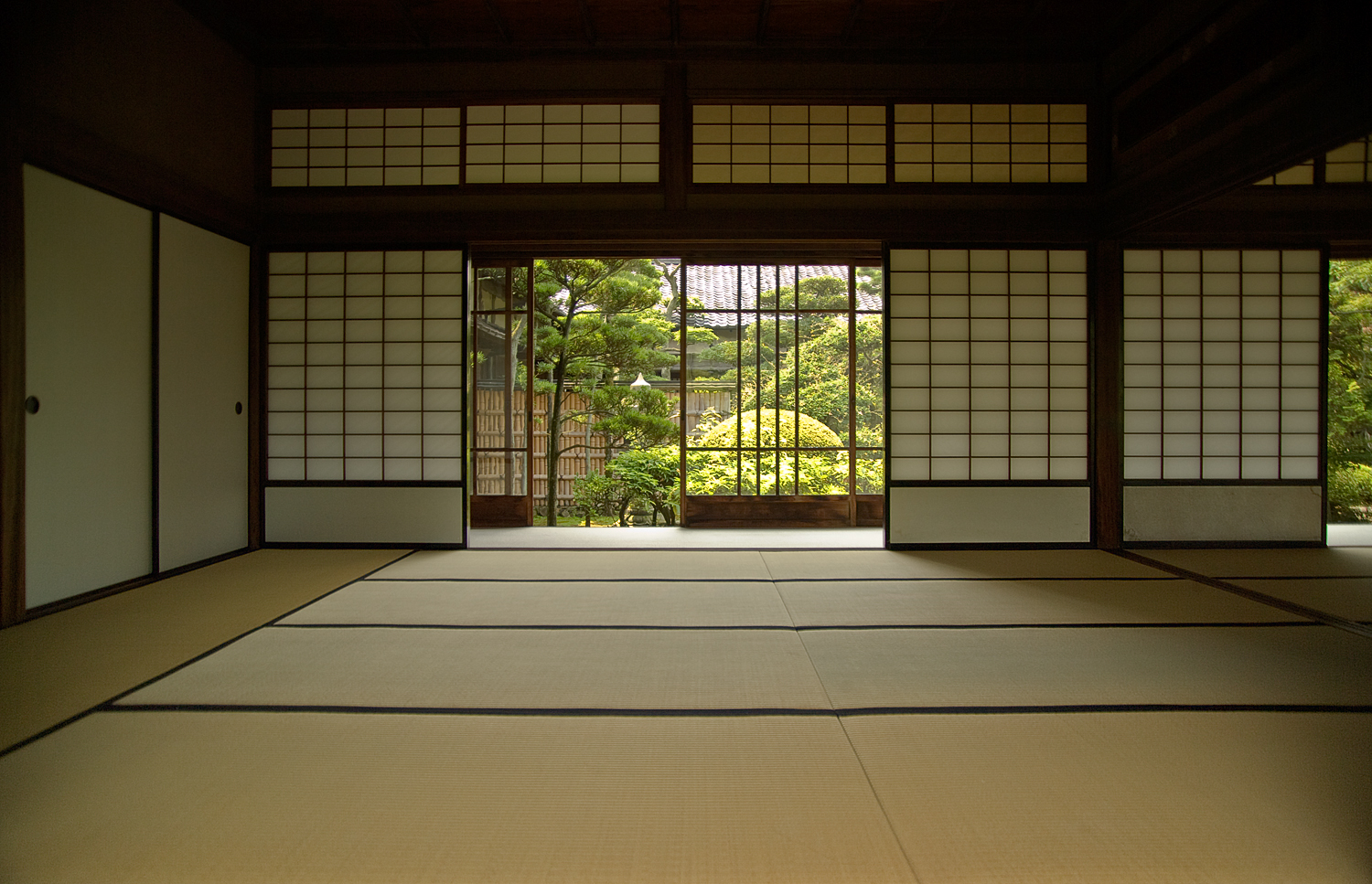
Татамі в замковій світлиці.

Тата́мі (яп. 【畳】 たたみ, «мат») — японський солом'яний мат (мата) для покриття підлоги. Зазвичай виготовляється з рисової соломи; інколи — із синтетичних теплоізоляційних матеріалів. Краї обшиваються кольоровою візерунчастою облямівкою. Від середньовіччя найякісніші татамі виготовляють у провінції Бінґо (сучасна префектура Хірошіма). 
Також — традиційна міра вимірювання площі в Японії. Інша назва міри — джьо́ (【畳】 じょう). 

## Розміри
За японською домодерною системою мір довжина татамі дорівнює 6 шяку 3 суни; ширина — 3 шяку 1 сун 5 бу. Модерний стандарт — 6 шяку на 3 шяку (бл. 91 х 182 см). Довжина і ширина татамі, незалежно від розмірів, відносяться один до одного як 2:1. Товщина татамі — близько 5 см. Пропорції татамі повторюють правило золотого перетину.
Локальні стандарти японських мір довжини різняться залежно від регіону. Тому всередині Японії існують регіональні відмінності в розмірах татамі. Виділяють чотири основні типи:
- Едоське (токійське) татамі 【江戸間】　＝ 88 см х 176 см = 1,548 м² — східнояпонський стандарт.
- Столичне (кіотське) татамі 【京間】 ＝ 95,5 (95) см х 191 (190) см = 1,824 м² — західнояпонський стандарт.
- Наґойське татамі 【中京間】 ＝ 91 см х 182 см = 1,6562 м² — центральнояпонський стандарт.
- Районне татамі 【団地間】 ＝ 85 см х 170 см = 1,445 м² — надрегіональни стандарт для житлових комплексів.

Крім цього існує декілька локальних стандартів у регіонах меншого рівня. 
Традиційно татамі, виготовлені за кіотським стандартом називаються «столичними» (яп. 京間畳), решта — «провінційними» (яп. 田舎畳).

## Розміщення
В Японії розмір кімнат зазвичай вимірюється кількістю татамі. Підлога кімнати зазвичай вкрита кількома татамі, що мають одну форму і розміри.
Є декілька правил що визначають кількість і порядок розміщення татамі в приміщенні. Зазвичай, татамі не повинні лежати правильною сіткою, і не повинно бути жодного місця, де кути трьох або чотирьох матів сходяться. Таке розміщення називається святковим (【祝儀敷き】, шюґі-джікі). Під час похоронів або у монастирях татамі кладуть навпаки — сіткою, так аби кути матів сходилася на одному боці. Такий тип розміщення називають несвятковим (【不祝儀敷き】, фушюґі-джікі).
Магазини традиційно мали розмір 5 1/2 татамі, а чайні будиночки та чайні кімнати 4 1/2 татамі.

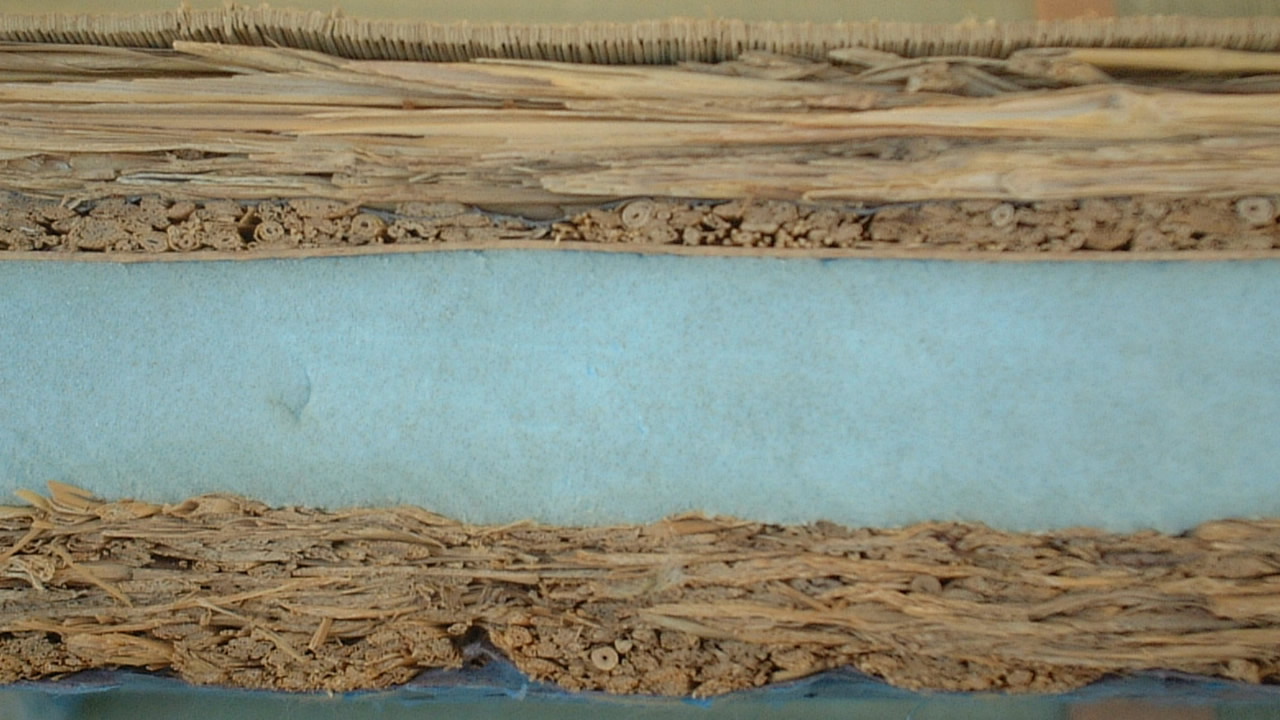
Розріз сучасного татамі з полістиролом всередині
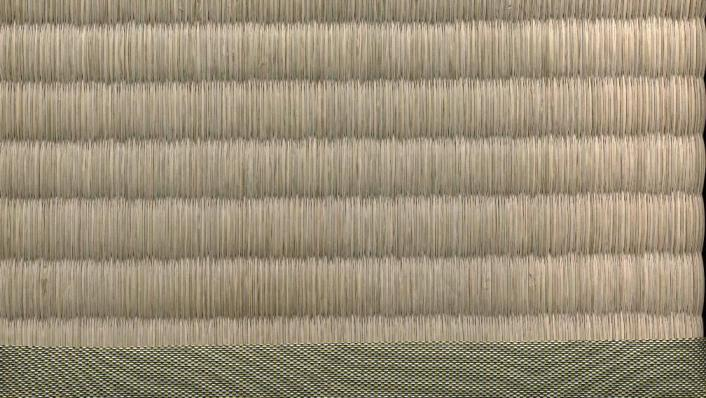
Поверхня татамі та облямівка
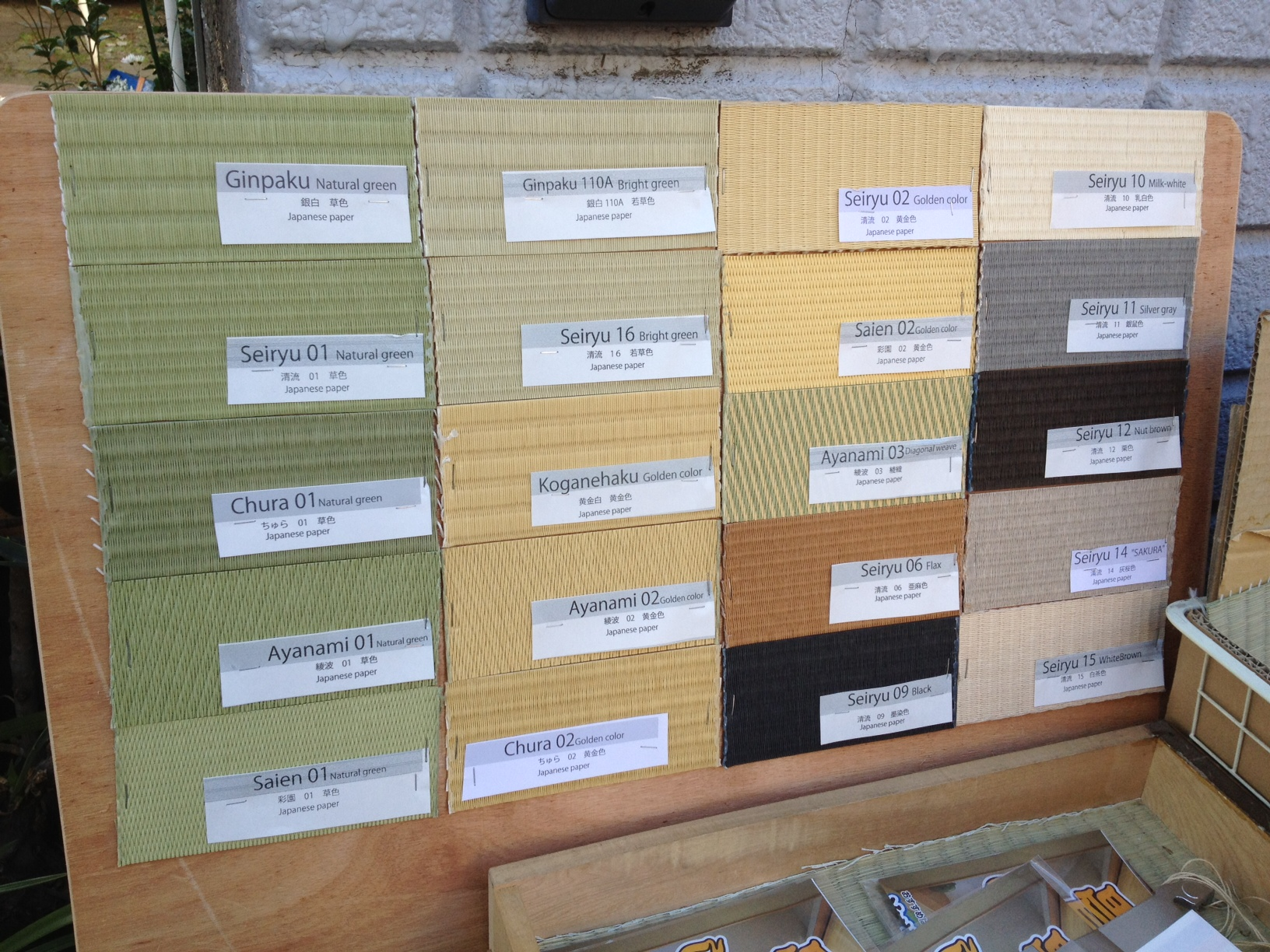
Типи поверхонь

## Історія
У 7—12 сторіччях татамі не існувало. Використовувались здебільше прості циновки (рогожі) що поділялись за призначенням (для сидіння, для вкривання і таке інше). 
У період Камакура (1185—1333) в заможних родинах циновки почали виготовляти у вигляді матів — татамі. Ними вкривали всю площу кімнат. 

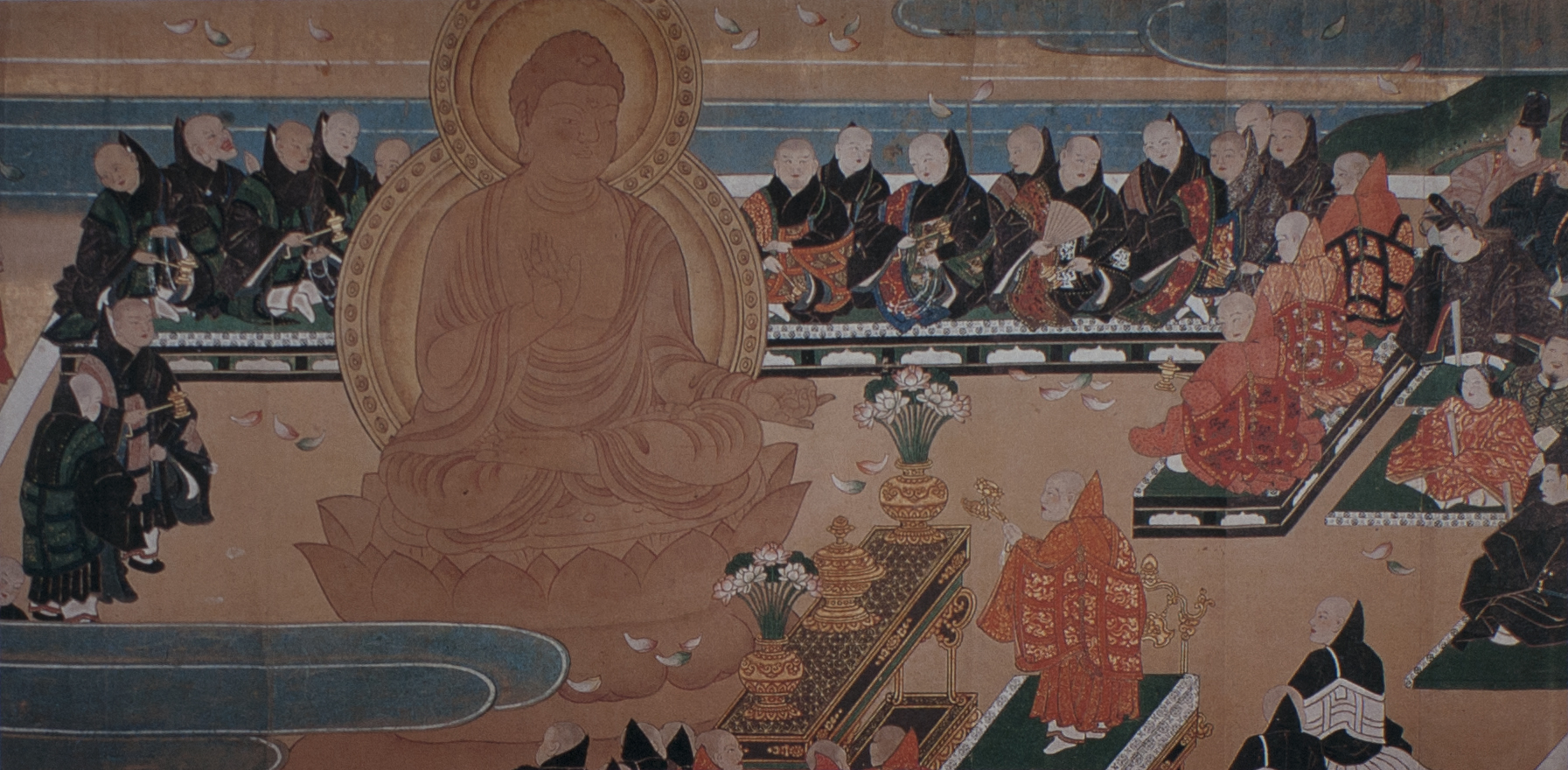
Служба на татамі
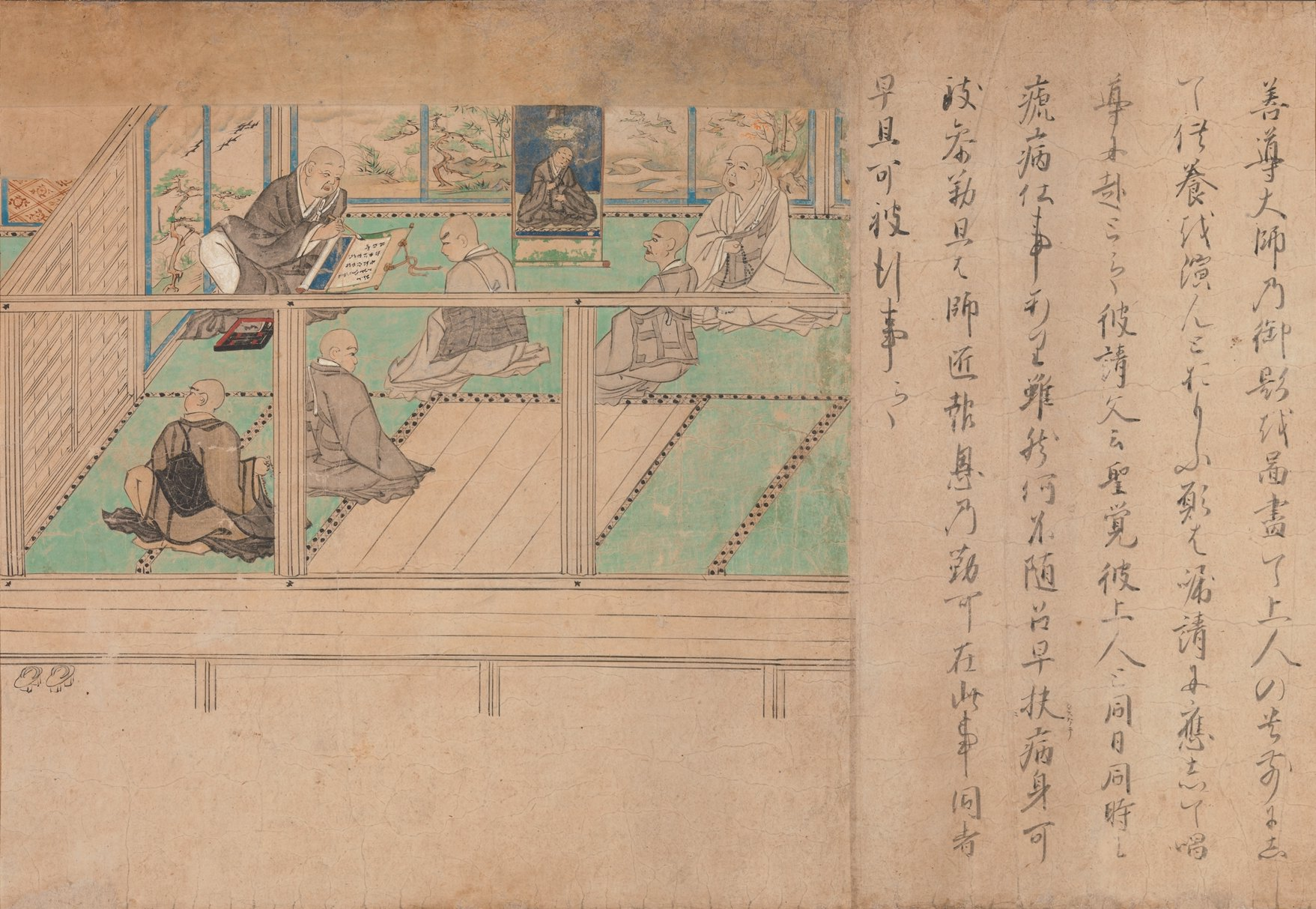
Лекція в монастирі на татамі
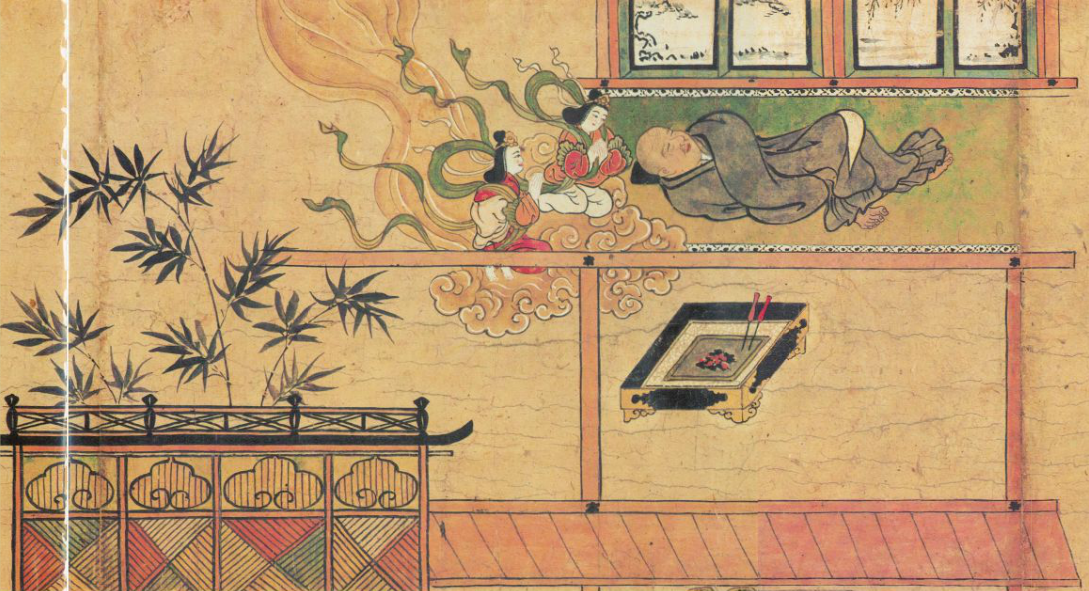
Чорноризець на татамі
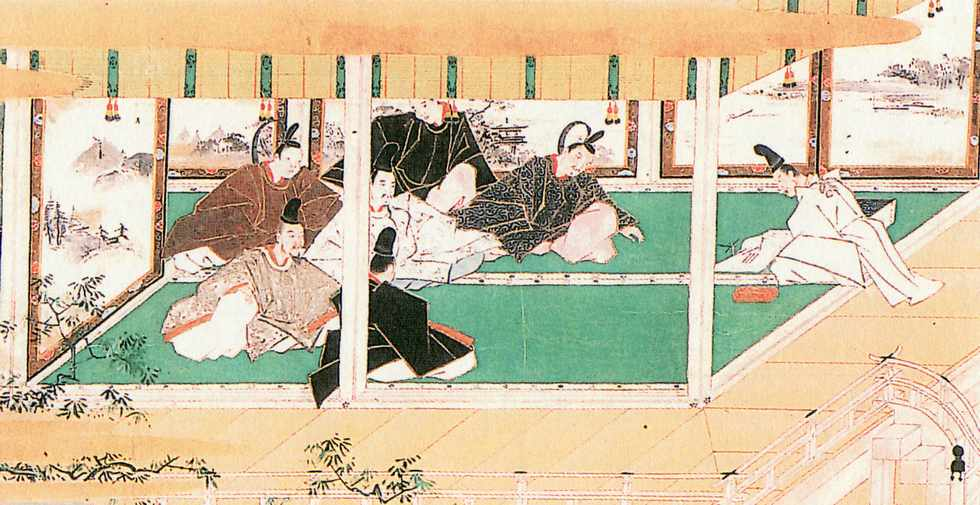
Аристократи на татамі
Диспут на татамі

У період Муромачі (1392—1568) татамі набули сучасного вигляду. Їх називали «покривальними» (【敷畳】 шікі-датамі) на противагу «кладеним» (【置畳】 окі-датамі) — тобто окремим циновкам, що виконували роль подушки. Соціальний статус господарів визначався за кількістю і товщиною татамі, а також кольором і візерунком облямівки. 

Мінамото Йорітомо на татамі з великою «корейською облямівкою»
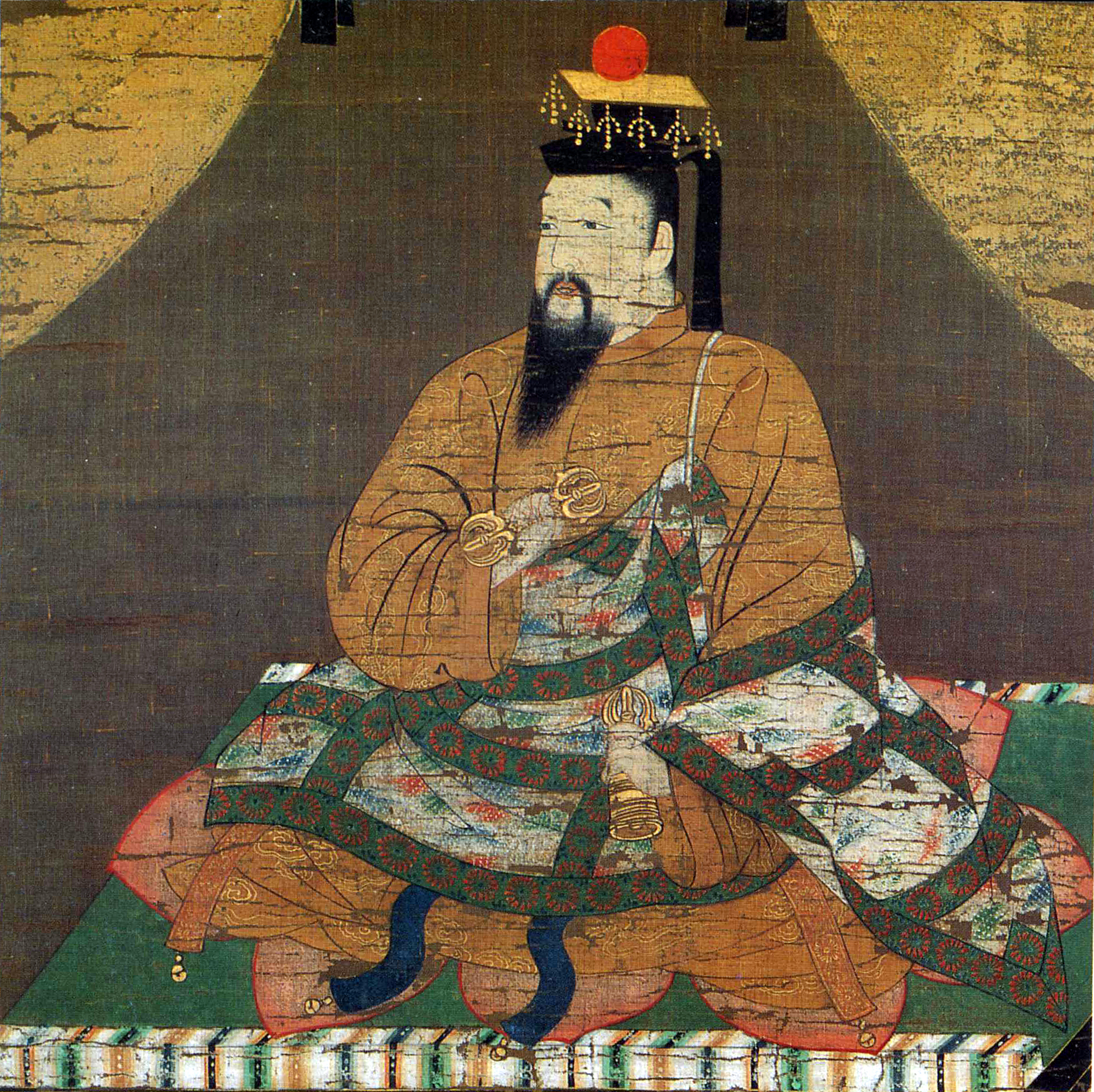
Імператор Ґо-Дайґо на татамі зі «смугастою облямівкою»
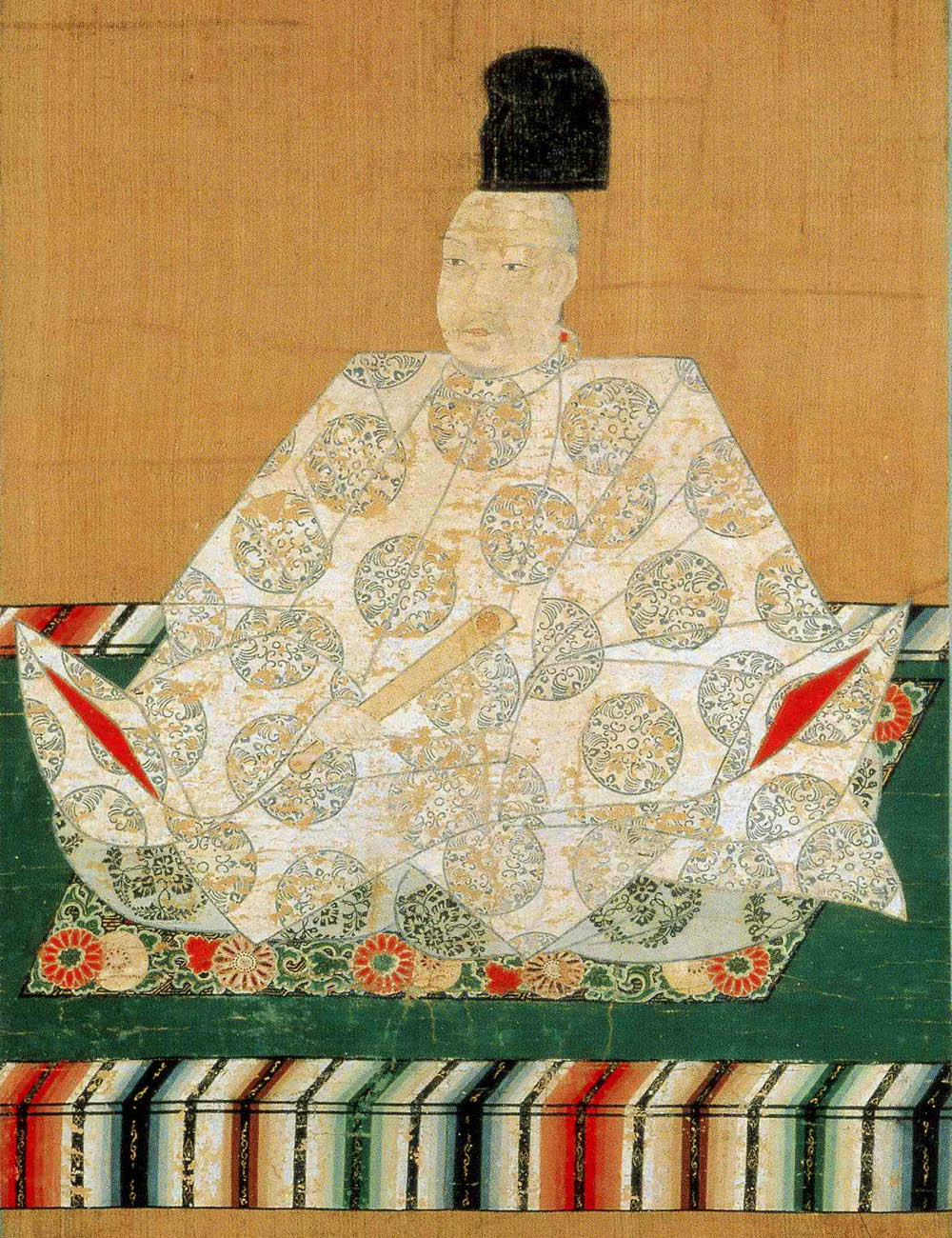
Імператор Оґімачі на татамі зі «смугастою облямівкою»
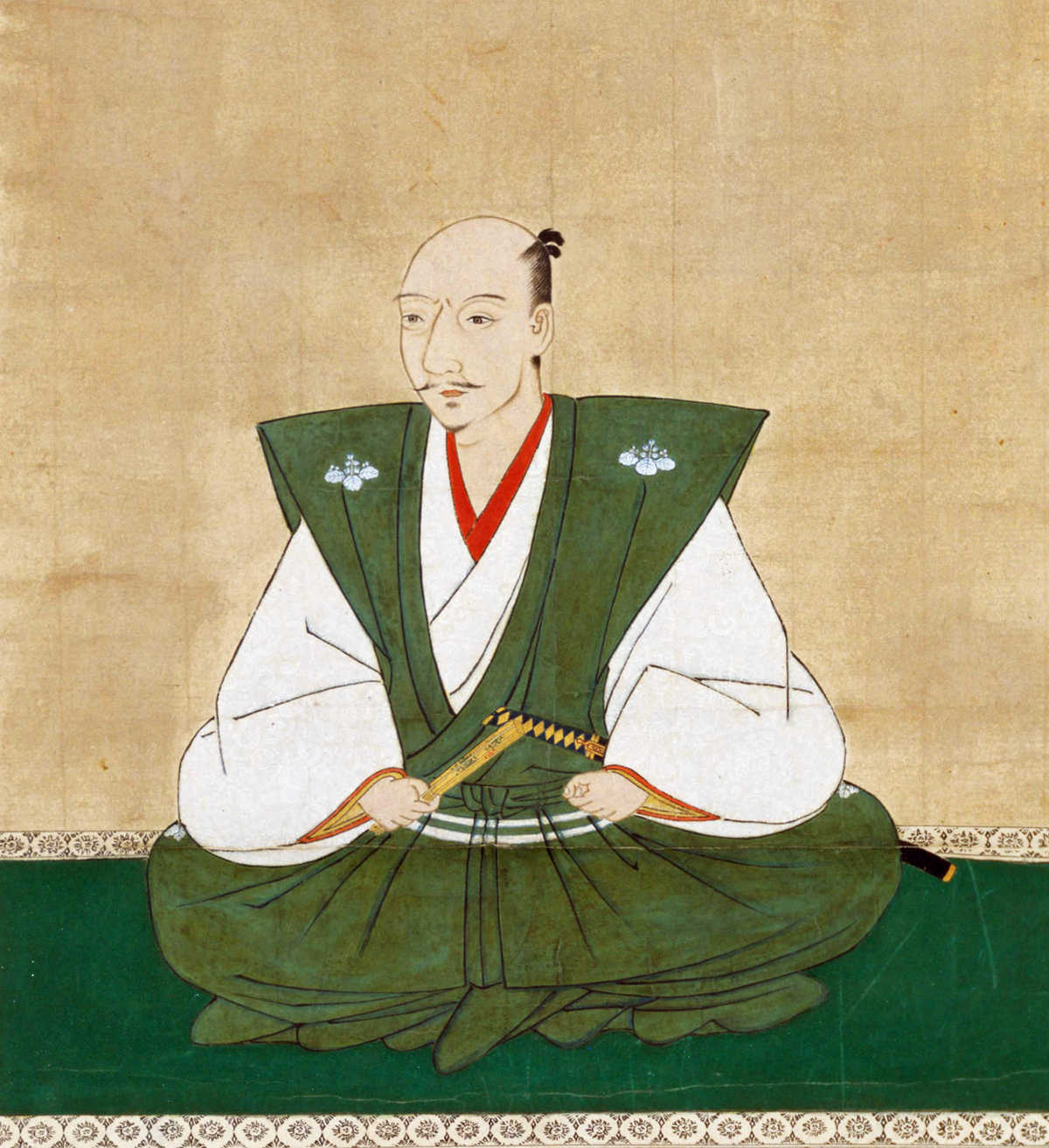
Ода Нобунаґа на татамі з великою «корейською облямівкою»
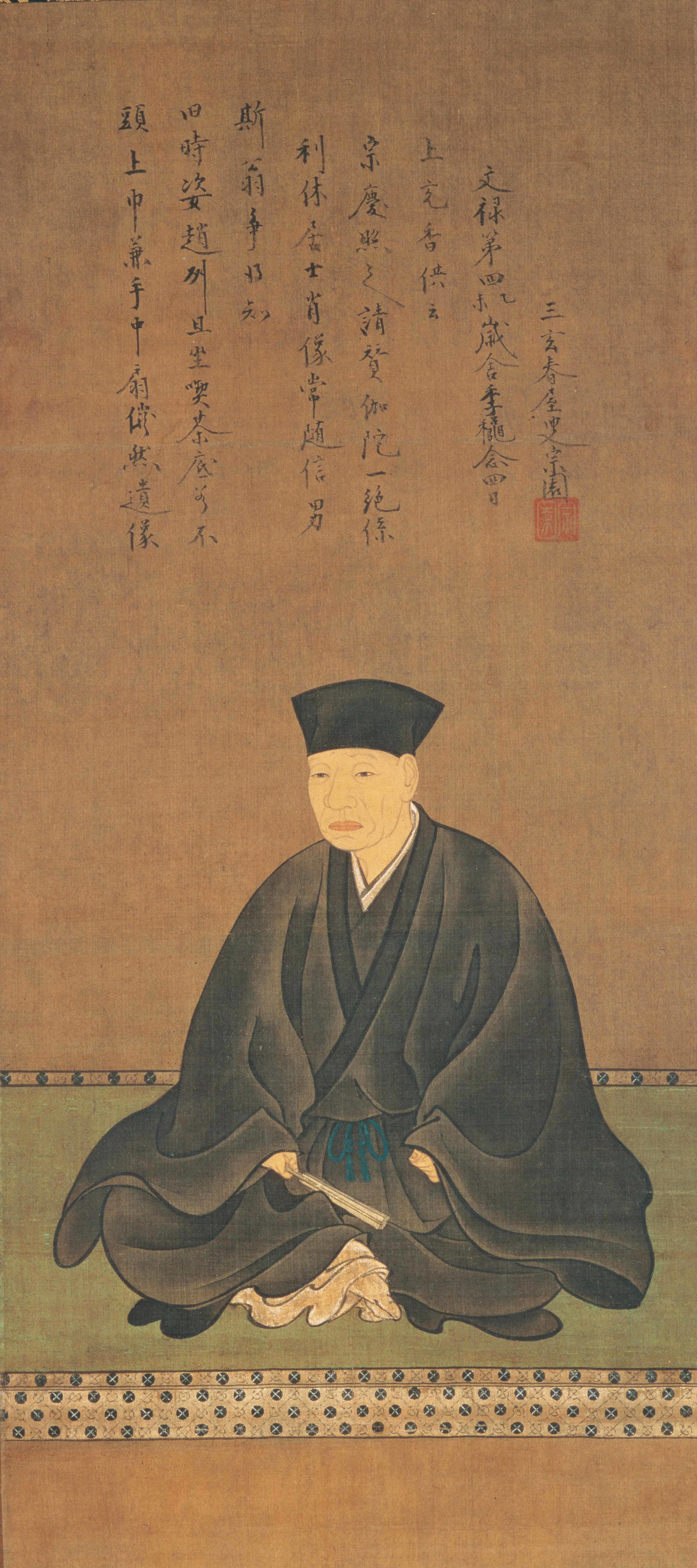
Сен-но Рікю на татамі з малою «корейською облямівкою»

З кінця 17-го століття татамі стали доступні для широких верств населення. 
Сучасні заможні японські будинки і квартири мають хоча б одну кімнату японського традиційного стилю, в якій використовуються татамі.  
Через еластичність цих матів їх використовують як місце відпочинку або ліжко.

## Мистецтво чаювання
Татамі глибоко пов'язані з японським побутом, релігійними обрядами, та чайною церемонією.
Наприклад кожна циновка чайного будиночку має своє призначення і назву, так головна циновка може мати назву 
шю-датамі (яп. 主畳), темае-датамі (яп. 点前畳) чи доґу-датамі (яп. 道具畳); циновка біля входу - кекомі-датамі (яп. 蹴込畳); циновка, що відведена іменитим гостям — 
кінін-датамі (яп. 貴人畳); місце для звичайних гостей — кякудатамі (яп. 客畳); місце розміщення вогнища - ро-датамі (яп. 炉畳); місце розміщення посуду — доґу-датамі (яп. 道具畳).

## Бойові мистецтва
Татамі також використовують, як захисне покриття на тренуваннях з японських бойових мистецтв, таких як дзюдо, 
айкідо та інших. 
Татамі також використовуються на тренуваннях з японського фехтування для відпрацьовки розрубання предметів (【試し斬り】 тамешіґірі). Такі татамі скручені в циліндри замочують у воді на кілька днів, щоб потім випробувати на них гостроту меча або перевірити навички фехтувальника.

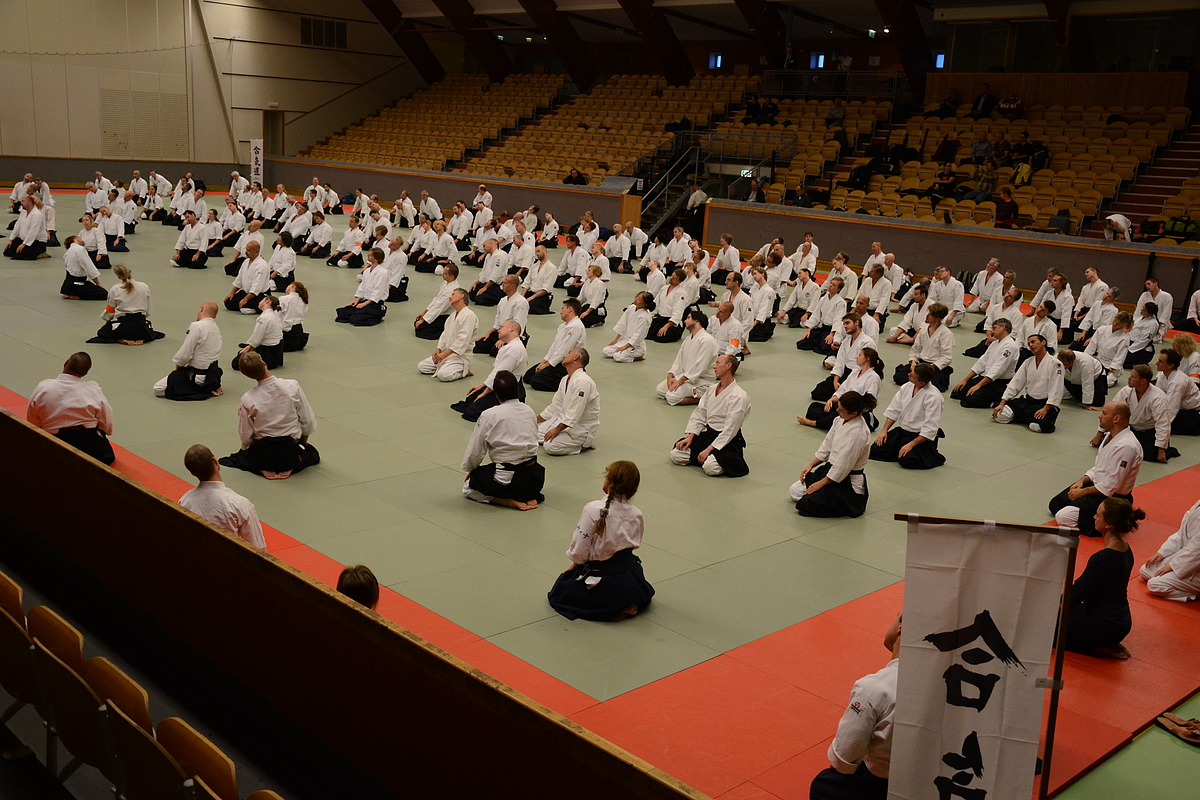
Татамі в залі для занять айкідо
Татамі для занять дзюдоТатамі для занять дзюдо
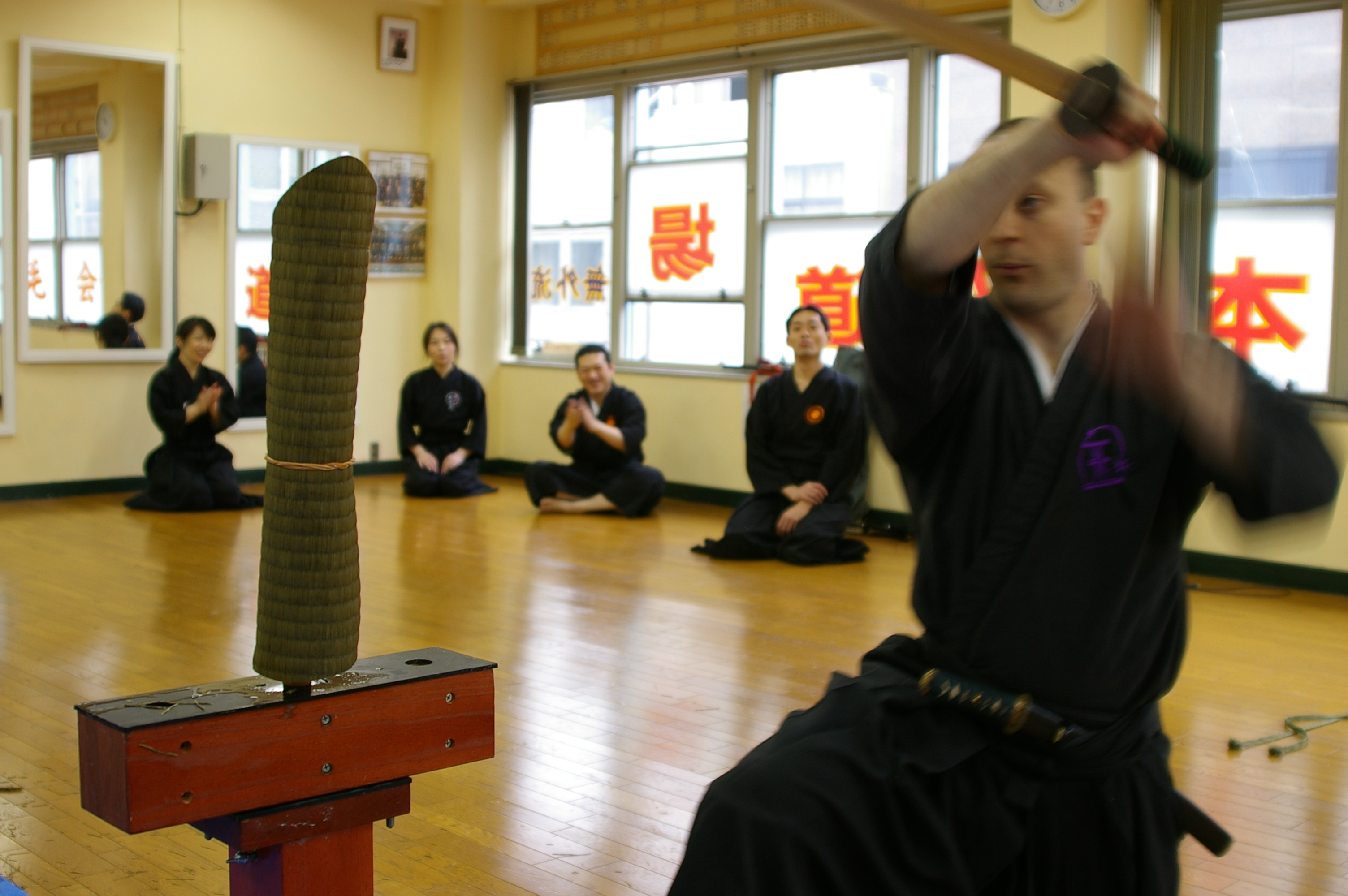
Розрубання татамі